# Debi Diamond
Debi Diamond (* 1. Mai 1965 in Granada Hills, Los Angeles, Kalifornien als Deborah Lester) ist ein US-amerikanisches Fotomodell und eine Pornodarstellerin aus den 1980er- und 1990er-Jahren.

## Leben und Karriere
Diamond wuchs im San Fernando Valley, Los Angeles auf. Nach ihrem High-School-Abschluss an der Monroe High School in Granada Hills ging sie im Alter von 19 Jahren nach Hollywood, um ihr Glück im Show-Business zu versuchen. Dort traf sie den Produzenten Robert Evans und arbeitete eine Zeit lang als seine Assistentin. Später wurde Helmut Newton auf sie aufmerksam, der sie für seine Fotografie-Bände ablichtete. Die Kontakte in Hollywood verhalfen ihr jedoch nicht zu einer Karriere als Schauspielerin, und daher entschied sie sich für das Hardcore-Geschäft.
Sie drehte ihren ersten Hardcore-Film im Jahr 1983 und anschließend ca. 300 Filme. Außerdem erschien sie in vielen Fotostrecken bekannter Männermagazine wie Hustler. Sie war bekannt für ihre nymphomanische Performance und ihre mit Preisen ausgezeichneten Gruppenszenen. Ihren ersten Preis gewann sie 1989 bei den AVN Awards für die „Best Couples Sex Scene“ mit ihrem Filmpartner Tom Byron im Film The Chameleon. Höhepunkt ihrer Karriere waren die frühen 1990er-Jahre. Sie wurde in die XRCO Hall of Fame und AVN Hall of Fame aufgenommen. Sie hat sich 1998 aus dem Pornogeschäft zurückgezogen und lebt heute in Chicago. Sie ist geschieden und hat drei Kinder.
Im Dezember 2008 wurde bekannt, dass Diamond ein Comeback in dem Film You've Got a Mother Thing Cumming 3 des Regisseurs Mike Quasar haben wird.

## Auszeichnungen
- 1989: AVN Award "Best Couples Sex Scene" (mit Tom Byron in The Chameleon)
- 1990: AVN Award "Best Group Sex Scene Video" (Gang Bangs II)
- 1993: XRCO Award "Female Performer of the Year"
- 1994: XRCO Award "Best Girl-Girl Scene" (The Dinner Party)
- 1994: AVN Award "Female Performer of the year"
- 1994: AVN Award "Best All Girl Sex Scene" (in Dinner Party mit Celeste und Misty Rain)
- 1995: F.O.X.E. Award "Favorite Female"
- 1995: AVN Award "Best All-Girl Sex Scene - Video" (Buttslammers 4)
- 1995: AVN Award "Best Group Sex Scene Film" (Sex)
- 1995: AVN Award "Most Outrageous Sex Scene" (Depraved Fantasies)
- 1993: AVN Hall of Fame
- 1994: XRCO Hall of Fame

## Ausgewählte Filme
- Sensual Exposure
- Full Throttle Girls
- 1989: The Chameleon
- 1990: Naughty Nineties
- 1993: No Man’s Land 8
- 1995: Deep inside Debi Diamond
- 1995: Latex
- Bad Girls II
- All American Girls in Heat
- San Fernando Valley Girls
- 2009: Kittens & Cougars 1
- 2009: Dirty Rotten Mother Fuckers 3